# Crabbehof (wijk)
Crabbehof is een stadswijk in het zuiden van de stad Dordrecht, in de Nederlandse provincie Zuid-Holland. De wijk is gebouwd in de jaren zestig van de twintigste eeuw en vernoemd naar het in de wijk liggende kasteeltje Crabbehoff, dat thans als conferentieoord fungeert.
Kenmerkend voor de wijk Crabbehof zijn de vierkante plantsoenen die, althans in Dordrecht en in deze vorm, alleen in deze wijk voorkomen en die geïnspireerd zouden zijn door de middeleeuwse hofjes, zoals die ook in de binnenstad van Dordrecht te vinden zijn.
De straten in Crabbehof zijn vernoemd naar vooral negentiende- en twintigste-eeuwse bekende Nederlandse politici: Thorbecke, Domela Nieuwenhuis, Troelstra, Colijn etc. De meest in het oog springende uitzondering is echter het winkelcentrum, dat is vernoemd naar een beroemd zestiende-eeuws Nederlands staatsman: Johan van Oldenbarnevelt.
Bij Crabbehof bevindt zich station Dordrecht Zuid. Vanaf hier zijn er verbindingen naar de stations Dordrecht, Breda en Roosendaal.